# Атериноподібні
Атериноподібні (Atheriniformes) — ряд риб класу променеперих.
Риби, що відносяться до цього ряду мають зазвичай невеликі розміри. Спинних плавця два. Перший складається з кількох слабких гнучких променів, другий — гарно розвинений. Бічна лінія або відсутня або представлена ямками по боках тіла. Представники ряду зустрічаються у помірних та тропічних широтах у солоній солонуватій та прісній воді. У морях зустрічаються зазвичай у прибережній зоні. Систематика представників ряду варіює у різних авторів, нижче наведена систематика за Нельсоном, 2006 рік:
Ряд Atheriniformes
- Родина Atherinopsidae
  - Підродина Atherinopsinae
    - Триба Atherinopsini
    - Триба Sorgentinini

  - Підродина Menidiinae
    - Триба Menidiini
    - Триба Membradini
- Підряд Atherinoidei
  - Інфраряд Atherinoida
    - Родина Атеринові (Atherinidae)
      - Підродина Atherinomorinae
      - Підродина Craterocephalinae
      - Підродина Atherininae

    - Родина Atherionidae
    - Родина Melanotaeniidae
      - Підродина Bedotiinae
      - Підродина Melanotaeniinae
      - Підродина Pseudomugilinae
      - Підродина Telmatherininae

    - Родина Phallostethidae
      - Підродина Dentatherininae
      - Підродина Phallostethinae
        - Триба Phallostethini
        - Триба Gulaphallini

  - Інфраряд Notocheiroida
    - Родина Notocheiridae